# ۱۱۰۹ (قمری)
۱۱۰۹ (قمری)، هزار و صد و نهمین سال در گاهشماری هجری قمری است. اول محرم این سال برابر با بیستم ژوئیه سال ۱۶۹۷ میلادی است.

## وابسته
- حق‌الیقین
- کاروانسرای شاه‌عباسی (کرج)